# Lista stadionów piłkarskich w Azerbejdżanie
Lista stadionów piłkarskich w Azerbejdżanie składa się z obiektów drużyn znajdujących się w Premyer Liqa (I poziomie ligowym Azerbejdżanu) oraz Birinci Divizionu (II poziomie ligowym Azerbejdżanu). Na najwyższym poziomie rozgrywkowym znajduje się 10 drużyn, oraz na drugim poziomie 16 drużyn, których stadiony zostały przedstawione w poniższej tabeli według kryterium pojemności, od największej do najmniejszej. Tabela uwzględnia również miejsce położenia stadionu (miasto oraz region), klub do którego obiekt należy oraz rok jego otwarcia lub ostatniej renowacji.
Do listy dodano również stadiony o pojemności powyżej 1 tys. widzów, które są areną domową drużyn z niższych lig lub obecnie w ogóle nie rozgrywano mecze piłkarskie.
Legenda:

    – stadiony IV kategorii UEFA

    – stadiony w budowie lub przebudowie

    – stadiony zamknięte lub zburzone
| Lp | Nazwa stadionu                    | Miejscowość | Region          | Drużyny                                             | Otwarty / renowacja | Pojemność      | Zdjęcie |
| -- | --------------------------------- | ----------- | --------------- | --------------------------------------------------- | ------------------- | -------------- | ------- |
| 1  | Stadion Olimpijski                | Baku        | Baku            | Reprezentacja Azerbejdżanu                          | 2015                | 69 870         |         |
| 2  | Stadion Republikański             | Baku        | Baku            | FK Baku                                             | 1952                | 31 200         |         |
| 3  | Stadion Miejski                   | Gandża      | Gandża          | Kəpəz Gəncə Tərəqqi Gəncə                           | 1959                | 26 120         |         |
| 4  | Stadion Miejski                   | Lenkoran    | Lenkoran        | Xəzər Lenkoran                                      | 2006                | 17 000         |         |
| 5  | Stadion im. Yaşara Məmmədzadə     | Mingeczaur  | Mingeczaur      | Energetik Mingeczaur                                | 1953                | 16 000         |         |
| 6  | Stadion im. Mehdiego Hüseynzadə   | Sumgait     | Sumgait         | Standard Sumgait Gənclərbirliyi Sumgait Sumqayıt FK | 1966                | 15 350         |         |
| 7  | Bakcell Arena                     | Baku        | Baku            | Neftçi PFK                                          | 2012                | 15 000         |         |
| 8  | Stadion im. Tofiqa Ismayilova     | Baku        | Baku            | Qarabağ Ağdam                                       |                     | 15 000         |         |
| 9  | Stadion Miejski                   | Nachiczewan | Nachiczewan     | Araz Nachiczewan                                    | 1962 / 2013         | 12 800         |         |
| 10 | Stadion Miejski                   | Qazax       | Rejon Qazax     | Göyəzən Qazax                                       |                     | 12 000         |         |
| 11 | Stadion Miejski                   | Şəmkir      | Rejon Şəmkir    | FK Şəmkir                                           | 1953 / 2004         | 11 500         |         |
| 12 | Stadion Miejski                   | Bərdə       | Rejon Bərdə     | ABN Bərdə                                           |                     | 10 000         |         |
| 13 | Stadion im. Heydəra Əliyeva       | İmişli      | Rejon İmişli    | MKT-Araz İmişli                                     | 2006                | 8 500          |         |
| 14 | İnter Arena                       | Baku        | Baku            | İnter Baku, Bakılı Baku Şəfa Baku                   | 2001                | 7 535          |         |
| 15 | Stadion im. Anatoli Banişevskiego | Masallı     | Rejon Masallı   | FK Masallı                                          |                     | 7 500          |         |
| 16 | Stadion Miejski                   | Tovuz       | Rejon Tovuz     | Turan Tovuz                                         | 1979                | 6 800          |         |
| 17 | Dalğa Arena                       | Mərdəkan    | Baku            | Rəvan Baku                                          | 2011                | 6 500          |         |
| 18 | Stadion Qarabağ                   | Baku        | Baku            | Qarabağ Ağdam                                       | 2015                | 5 800          |         |
| 19 | Stadion Ədliyyə                   | Baku        | Baku            | Ədliyyə Baku                                        |                     | 5 000          |         |
| 20 | Stadion Gənclik                   | Buzovna     | Baku            | Xəzri Buzovna Baku                                  |                     | 5 000          |         |
| 21 | Stadion İsməta Qayıbova           | Baku        | Baku            | Neftçi PFK Qaradağ Lökbatan                         |                     | 5 000          |         |
| 22 | Stadion Miejski                   | Yevlax      | Yevlax          | Karvan Yevlax                                       | 2005                | 5 000          |         |
| 23 | Stadion w Bayıl                   | Bayıl       | Baku            | Rəvan Baku                                          | 2012                | 5 000          |         |
| 24 | Stadion im. Shövketa Orduhanova   | Qusar       | Rejon Qusar     | Şahdağ Qusar                                        |                     | 4 000          |         |
| 25 | Stadion Miejski w Qəbələ          | Qəbələ      | Rejon Qəbələ    | FK Qəbələ                                           | 1985 / 2005         | 3 500          |         |
| 26 | Stadion Simurq Zaqatala           | Zaqatala    | Rejon Zaqatala  | Simurq Zaqatala                                     | 2008                | 3 500          |         |
| 27 | AZAL Arena                        | Baku        | Baku            | AZAL PFK Baku                                       | 2011                | 3 000          |         |
| 28 | Garadag Olimpiya Kompleksi        | Lökbatan    | Baku            | Qaradağ Lökbatan                                    |                     | 3 000          |         |
| 29 | Stadion Miejski                   | Ağsu        | Rejon Ağsu      | FK Ağsu                                             | 2012                | 3 000          |         |
| 30 | Stadion Miejski                   | Zabrat      | Baku            | Neftçi PFK                                          |                     | 3 000          |         |
| 31 | Stadion MOİK                      | Baku        | Baku            | MOİK Bakı                                           |                     | 3 000          |         |
| 32 | Stadion SKİF                      | Baku        | Baku            | İnşaatçı Baku                                       |                     | 3 000          |         |
| 33 | Salyan Olimpiya Kompleksi         | Salyan      | Rejon Salyan    | Mughan Salyan                                       | 2007                | 2 000          |         |
| 34 | Stadion Miejski                   | Quba        | Rejon Quba      | Spartak Quba                                        |                     | 2 000          |         |
| 35 | Stadion Miejski                   | Sabirabad   | Rejon Sabirabad | İnşaatçı Sabirabad                                  |                     | 2 000          |         |
| 36 | Stadion im. Nərimana Nərimanova   | Neftçala    | Rejon Neftçala  | FK Neftçala                                         |                     | 2 000          |         |
| 37 | Stadion Olimpijski                | Quzanlı     | Rejon Ağdam     | Qarabağ Ağdam                                       | 2009                | 2 000          |         |
| 38 | Stadion w Biləcəri                | Baku        | Baku            | Lokomotiv-Biləcəri Baku                             |                     | 2 000          |         |
| 39 | Qala Olimpiya Kompleksi           | Baku        | Baku            | Qala Baku                                           |                     | 1 500          |         |
| 40 | Zirə İdman Kompleksinin stadionu  | Zirə        | Baku            | Zirə Baku                                           |                     | 1 300          |         |
| 41 | Şağan Olimpiya İdman Kompleksi    | Baku        | Baku            |                                                     | 2009                | 1 032          |         |
| 42 | Şəfa stadionu 4-cü meydança       | Baku        | Baku            | Bakılı Baku Rəvan Baku FK Şuşa                      |                     | 500            |         |
| -  | Stadion İmarət                    | Ağdam       | Rejon Ağdam     | Qarabağ Ağdam (1952–1993)                           | 1952                | rozebrano 1993 |         |